# 방접원

삼각형의 내접원과 방접원

기하학에서 방접원(傍接圓, 영어: excircle)은 주어진 삼각형의 한 변에 접하고 남은 두 변의 연장선에 접하는 원이다. 방심(傍心, 영어: excenter)은 방접원의 중심을 일컫는다. 방심은 삼각형의 한 내각과 그와 이웃하지 않은 두 외각의 이등분선이 만나는 점이다. 삼각형에는 세 변을 따라 3개의 방접원과 3개의 방심이 있다.

## 정의
삼각형 {\displaystyle ABC}의 세 변의 직선에 동시에 접하는 원은 정확히 4개 존재한다. 한 원은 세 변의 내부에서 접하며, 이를 삼각형 {\displaystyle ABC}의 내접원이라고 한다. 남은 3개의 원은 각각 꼭짓점 {\displaystyle A}, {\displaystyle B}, {\displaystyle C}의 대변의 내부와 남은 두 변의 연장선에서 접하며, 이들을 각각 꼭짓점 {\displaystyle A}, {\displaystyle B}, {\displaystyle C}와 마주보는 삼각형 {\displaystyle ABC}의 방접원이라고 한다. 세 방접원의 중심을 방심 {\displaystyle J_{A}}, {\displaystyle J_{B}}, {\displaystyle J_{C}}라고 한다. 세 방심을 꼭짓점으로 하는 삼각형을 방심 삼각형(傍心三角形, 영어: excenter triangle) {\displaystyle J_{A}J_{B}J_{C}}라고 한다. 방심 삼각형의 외접원을 베번 원(Bevan圓, 영어: Bevan circle)이라고 하며, 베번 원의 중심(즉, 방심 삼각형의 외심)을 베번 점(Bevan點, 영어: Bevan point) {\displaystyle V}라고 한다.

## 성질
방심과 삼각형의 세 변 사이의 거리는 같다. 이는 이 방심을 중심으로 하는 방접원의 반지름이다. 방심은 두 외각의 이등분선과 남은 한 내각의 이등분선의 교점이다.
포이어바흐 정리에 따르면, 삼각형의 구점원은 이 삼각형의 세 방접원과 외접하고 내접원과 내접한다.

### 반지름
삼각형 {\displaystyle ABC}의 꼭짓점 {\displaystyle A}, {\displaystyle B}, {\displaystyle C}의 대변의 길이를 {\displaystyle a}, {\displaystyle b}, {\displaystyle c}라고 하고, 반둘레를 {\displaystyle s}라고 하고, 넓이를 {\displaystyle S}라고 하자. 또한 외접원과 내접원의 반지름을 각각 {\displaystyle R}와 {\displaystyle r}라고 하고, 꼭짓점 {\displaystyle A}, {\displaystyle B}, {\displaystyle C}와 마주보는 방접원의 반지름을 {\displaystyle r_{A}}, {\displaystyle r_{B}}, {\displaystyle r_{C}}라고 하자. 그렇다면 다음과 같은 항등식들이 성립한다.:13, §1.4, Exercise 5:80, §2F, Theorem 2.34
{\displaystyle r_{A}={\frac {S}{s-a}}={\sqrt {\frac {s(s-b)(s-c)}{s-a}}}=s\tan {\frac {A}{2}}}
{\displaystyle r_{B}={\frac {S}{s-b}}={\sqrt {\frac {s(s-a)(s-c)}{s-b}}}=s\tan {\frac {B}{2}}}
{\displaystyle r_{C}={\frac {S}{s-c}}={\sqrt {\frac {s(s-a)(s-b)}{s-c}}}=s\tan {\frac {C}{2}}}
{\displaystyle {\frac {1}{r_{A}}}+{\frac {1}{r_{B}}}+{\frac {1}{r_{C}}}={\frac {1}{r}}}
{\displaystyle r_{A}+r_{B}+r_{C}-r=4R}

### 접점
삼각형 {\displaystyle ABC}의 꼭짓점 {\displaystyle A}, {\displaystyle B}, {\displaystyle C}와 마주보는 방접원의 대변과의 접점을 {\displaystyle T_{A}'}, {\displaystyle T_{B}'}, {\displaystyle T_{C}'}이라고 하자. 그렇다면 직선 {\displaystyle AT_{A}'}, {\displaystyle BT_{B}'}, {\displaystyle CT_{C}'}은 모두 삼각형 {\displaystyle ABC}의 둘레를 이등분한다. 즉, 반둘레를 {\displaystyle s}라고 할 때 다음이 성립한다.
{\displaystyle BT_{C}'=CT_{B}'=s-a}
{\displaystyle CT_{A}'=AT_{C}'=s-b}
{\displaystyle AT_{B}'=BT_{A}'=s-c}

### 방심 삼각형과 베번 점
삼각형 {\displaystyle ABC}의 내심을 {\displaystyle I}, 각 꼭짓점 {\displaystyle A}, {\displaystyle B}, {\displaystyle C}와 마주보는 방심을 {\displaystyle J_{A}}, {\displaystyle J_{B}}, {\displaystyle J_{C}}라고 하자. 그렇다면 방심 삼각형의 꼭짓점 {\displaystyle J_{A}}, {\displaystyle J_{B}}, {\displaystyle J_{C}}에서 대변에 내린 수선의 발은 각각 점 {\displaystyle A}, {\displaystyle B}, {\displaystyle C}가 되며, 세 수선의 교점은 내심 {\displaystyle I}가 된다. 특히, 삼각형의 내심은 방심 삼각형의 수심이며, 삼각형의 내심과 세 방심은 수심계를 이룬다.:28, §3.2 모든 삼각형의 외심은 내심과 베번 점의 중점이다.:29, §3.2 모든 삼각형의 슈피커 중심은 수심과 베번 점의 중점이다.:27, §3.2 삼각형 {\displaystyle ABC}의 한 꼭짓점 {\displaystyle A}에서 대변에 내린 수선의 중점 {\displaystyle (A+H_{A})/2}, 그 꼭짓점과 마주보는 방접원의 접점 {\displaystyle T_{A}'}, 그리고 내심 {\displaystyle I}는 같은 직선 위에 있다.:30, §3.3
방심 삼각형의 수심 삼각형, 또는 수심 삼각형의 방심 삼각형은 원래 삼각형이다. 즉, 수심 삼각형과 방심 삼각형을 취하는 연산은 서로 역연산이다.
삼각형 {\displaystyle ABC}의 반둘레를 {\displaystyle s}라고 하고, 외접원의 반지름을 {\displaystyle R}라고 하자. 그렇다면 방심 삼각형의 넓이는 다음과 같다.
{\displaystyle S_{J_{A}J_{B}J_{C}}=2sR}

### 나겔 점과 외촉 삼각형

나겔 점과 외촉 삼각형

삼각형 {\displaystyle ABC}의 각 꼭짓점 {\displaystyle A}, {\displaystyle B}, {\displaystyle C}를 마주보는 방접원과 대변의 접점을 각각 {\displaystyle T_{A}'}, {\displaystyle T_{B}'}, {\displaystyle T_{C}'}라고 하자. 그렇다면 체바 정리에 따라 선분 {\displaystyle AT_{A}'}, {\displaystyle BT_{B}'}, {\displaystyle CT_{C}'}는 한 점에서 만난다. 이 점을 삼각형 {\displaystyle ABC}의 나겔 점(영어: Nagel point)) {\displaystyle X_{8}}이라고 한다.:5, §1.2 나겔 점에 대한 체바 삼각형(즉, 세 방접원의 접점을 꼭짓점으로 하는 삼각형)을 외촉 삼각형(영어: extouch triangle) {\displaystyle T_{A}'T_{B}'T_{C}'}이라고 한다. 나겔 점의 이름은 독일의 수학자 크리스티안 하인리히 폰 나겔(독일어: Christian Heinrich von Nagel)에서 왔다.
증명:
꼭짓점 {\displaystyle A}, {\displaystyle B}, {\displaystyle C}의 대변의 길이를 각각 {\displaystyle a}, {\displaystyle b}, {\displaystyle c}라고 하고, 반둘레를 {\displaystyle s}라고 하자. 그렇다면
{\displaystyle BT_{C}'=CT_{B}'=s-a}
{\displaystyle AT_{C}'=CT_{A}'=s-b}
{\displaystyle AT_{B}'=BT_{A}'=s-c}
이므로,
{\displaystyle {\frac {AT_{C}'}{T_{C}'B}}\cdot {\frac {BT_{A}'}{T_{A}'C}}\cdot {\frac {CT_{B}'}{T_{B}'A}}=1}
이다. 체바 정리에 의하여, {\displaystyle AT_{A}'}, {\displaystyle BT_{B}'}, {\displaystyle CT_{C}'}는 공점선이다.